# Miami Fusion
A Miami Fusion egy megszűnt amerikai labdarúgócsapat, melynek székhelye Fort Lauderdale-ben, Floridában volt. 1998 és 2001 között négy szezonon keresztül a Major League Soccer-ben szerepelt.

## Történelem
Az 1996-ban elindított Major League Soccer küzdelmeibe 1998-ban kapcsolódtak be. Legjobb eredményüket 2001-ben érték el, amikor megnyerték az alapszakaszt, illetve 2000-ben bejutottak a Lamar Hunt kupa döntőjébe, ahol 2–1 arányban alulmaradtak a Chicago Fire csapatával szemben. 
A klub egyik legismertebb játékosa a kolumbiai válogatott Carlos Valderrama volt. 2001-ben pénzügyi gondok miatt kiléptek az MLS-ből a másik floridai csapat, a Tampa Bay Mutinyval egyetemben és 2002. január 8-án mindkét klub megszűnt.

## Sikerlista
- MLS Supporters' Shield: 1

2001
- Lamar Hunt U.S. Open Cup dönrős: 1

2000

## Ismert játékosok
- Cle Kooiman
- Carlos Llamosa
- Preki
- Pablo Mastroeni
- Eric Wynalda
- Chris Henderson
- Kyle Beckerman
- Carlos Valderrama